# Кизляр (бренди)
«Кизляр» — марка российского коньяка, производимого Кизлярским коньячным заводом с 1959 года. Единственный коньяк в бывшем СССР, имеющий высшую награду «Гран-При» среди марочных коньяков группы КС. Напиток назван в честь города Кизляр.

## История марки
В 1959 году коньячными мастерами Кизлярского коньячного завода был изготовлен коньяк группы КС (коньяк старый) «Кизляр» крепостью 43 % об., при содержании сахара 13 г/дм³. Для производства напитка используется виноград из европейских сортов, выращиваемый в Дагестане и Ставропольском крае. Коньячный дистиллят выдерживается не менее 10 лет в бочках из кавказского горного дуба. Позднее крепость напитка была снижена до 40 % об. в соответствии с международными стандартами.
Во вкусе коньяк «Кизляр» мягкий и маслянистый с легким ванильно-шоколадными и цветочными тонами в букете, темно-янтарного цвета.
В 1969 году «Кизляр» стал единственным в бывшем СССР коньяком, удостоенным высшей международной награды среди марочных коньяков группы КС. Речь идет о Гран-При, полученном на международной выставке-дегустации вин и коньяков в Будапеште.
В 2008 году «Кизляр» стал официальным напитком протокольных мероприятий Кремля, наряду с другими кизлярскими коньяками, такими, как «Россия», «Петр Великий», «Дагестан» и «Багратион».

## Награды

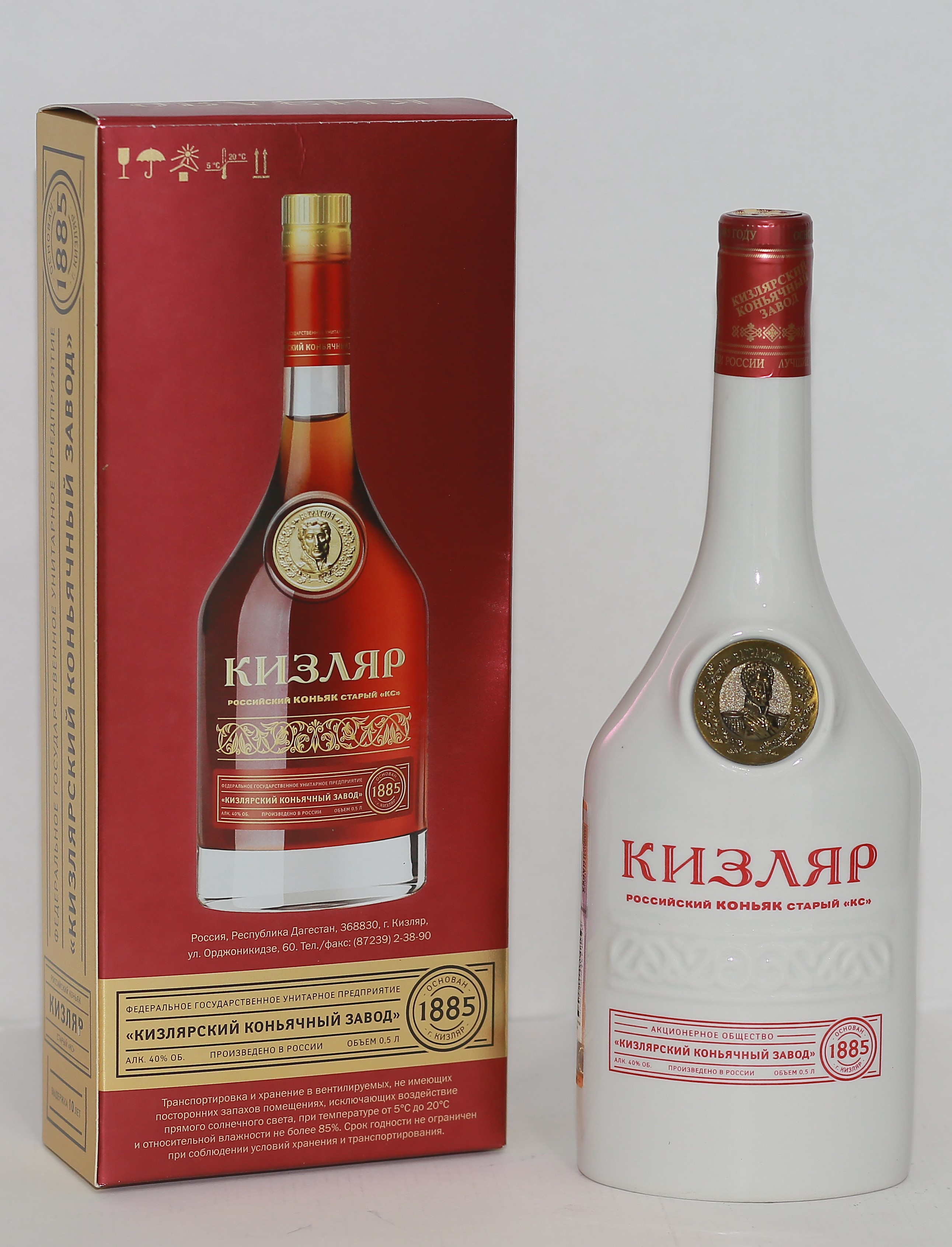
Коньяк «Кизляр» в фарфоровой бутылке

- 1969 — Гран-При Международной дегустации-выставки вин и коньяков в Будапеште
- 1995 — Золотая медаль Крымского конкурса коньяков (г. Ялта)
- 1997 — Серебряная медаль Первого международного конкурса коньяков «KVINT» (г. Тирасполь)
- 1997 — Золотая медаль выставки «Осенняя ярмарка вин-97» ЛЕНЭКСПО
- 1999, 2000, 2001 — Золотая медаль Международного профессионального конкурса вин в Москве
- 2000 — Гран-При Петербургской ярмарки вин и водок ЛЕНЭКСПО
- 2001 — Золотая медаль «Роспродэкспо-2001» г. Москва
- 2001 — Золотая медаль Российской агропромышленной выставки
- 2001 — Золотая медаль выставки Золотая осень" г. Москва
- 2002 — Золотая медаль INTERNATIONAL AWARD г. Вашингтон
- 2002 — Платиновый знак качества XXI века г. Москва
- 2003 — Золотая медаль Международной специализированной выставки «Петербургская ярмарка вин и водок» ЛЕНЭКСПО
- 2003 — Золотая медаль Международного «Лучший продукт — 2003» г. Москва
- 2004 — Золотая медаль Международной дегустации коньяков в Чикаго
- 2006 — Золотая медаль выставка-конкурса «SPIRITS»
- 2008 — Товар года
- 2013 — Серебряная медаль Международного конкурса «Лучший продукт — 2013» г. Москва
- 2014 — Золотая медаль Международного конкурса «Лучший продукт — 2014» г. Москва
- 2017 — Золотая медаль IV Черноморского форума виноделия г. Москва
- 2018 — Золотая медаль 20-й Российской агропромышленной выставки «Золотая осень»
- 2018 — Диплом I-й степени и золотая медаль Дегустационного конкурса вин и коньяков «Золотой Лев» Голицынского Фестиваля
- 2019 — Золотая медаль Дегустационного конкурса «ПРОДЭКСПО»[8][9]